# Radiowóz
Radiowóz, samochód policyjny – oznakowany w jednolity sposób samochód z zamontowanym systemem ostrzegania świetlnego i dźwiękowego (charakterystycznym dla pojazdów uprzywilejowanych) używany przez policję. Może to być pojazd produkowany seryjnie lub zmodyfikowany na specjalne zamówienie, wyposażony często w mocniejszy silnik i dodatkowe wyposażenie.
Wielki słownik języka polskiego definiuje radiowóz jako samochód wyposażony w radiostację, używany przez policję lub inne służby państwowe.
Według zaleceń Unii Europejskiej samochody policyjne na terenie państw członkowskich powinny być w kolorze srebrnym z niebieskim pasem odblaskowym. Ujednolicenie barw radiowozów ma ułatwić rozpoznawanie jednostek policji osobom przekraczającym granicę.

## Galeria

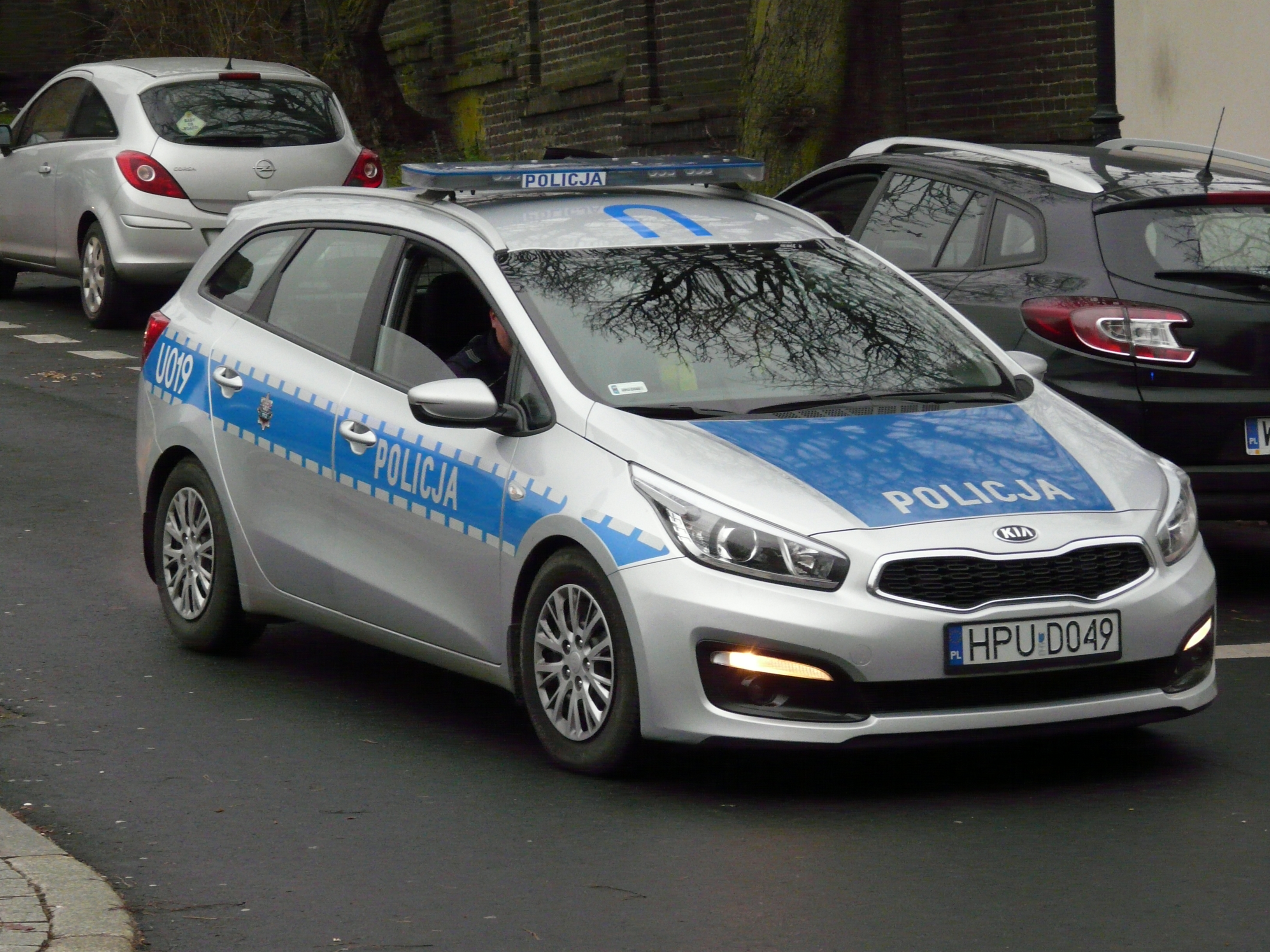
Radiowóz marki Kia Cee’d
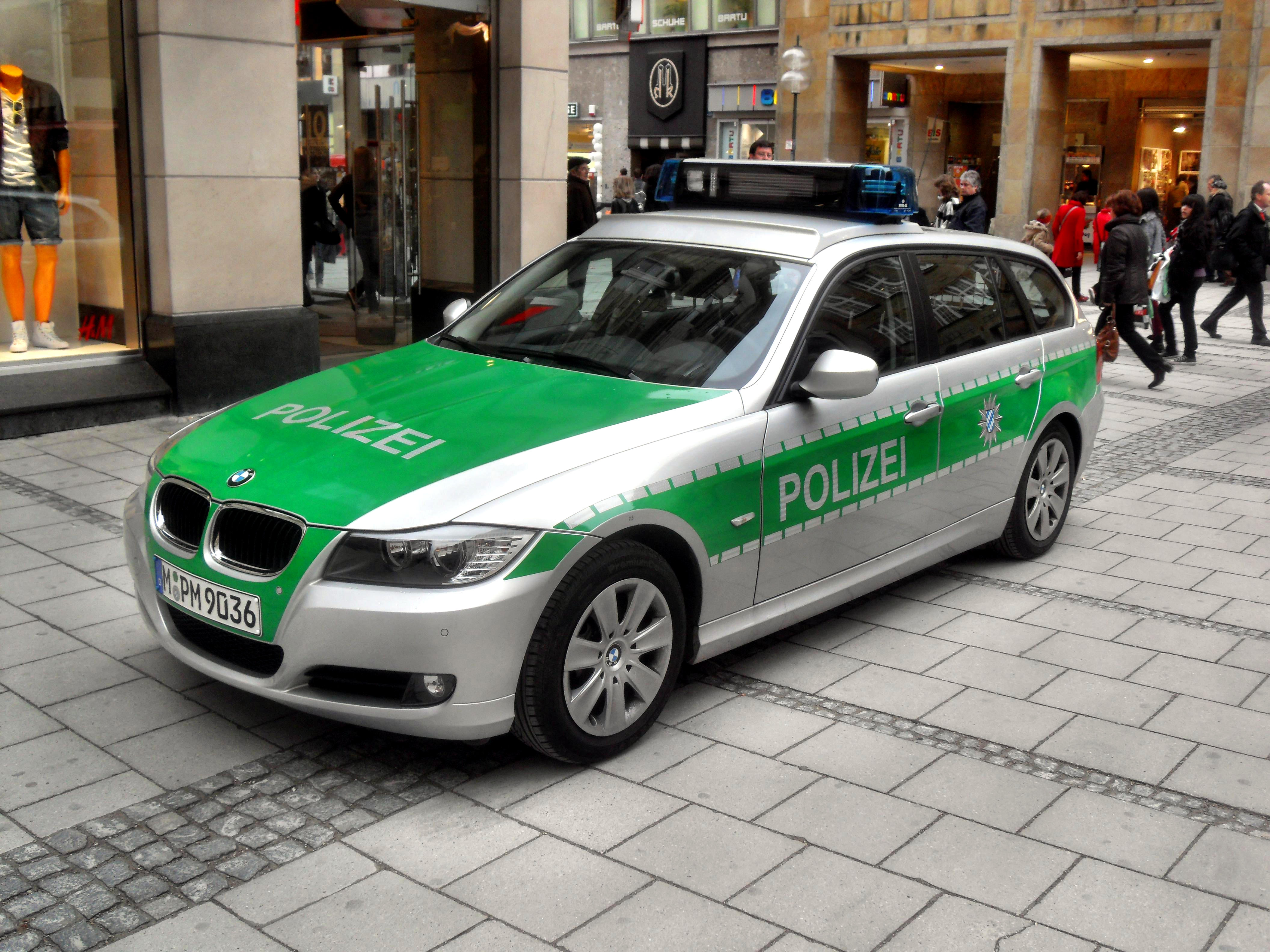
Policyjne BMW E 91 w barwach niemieckiej policji
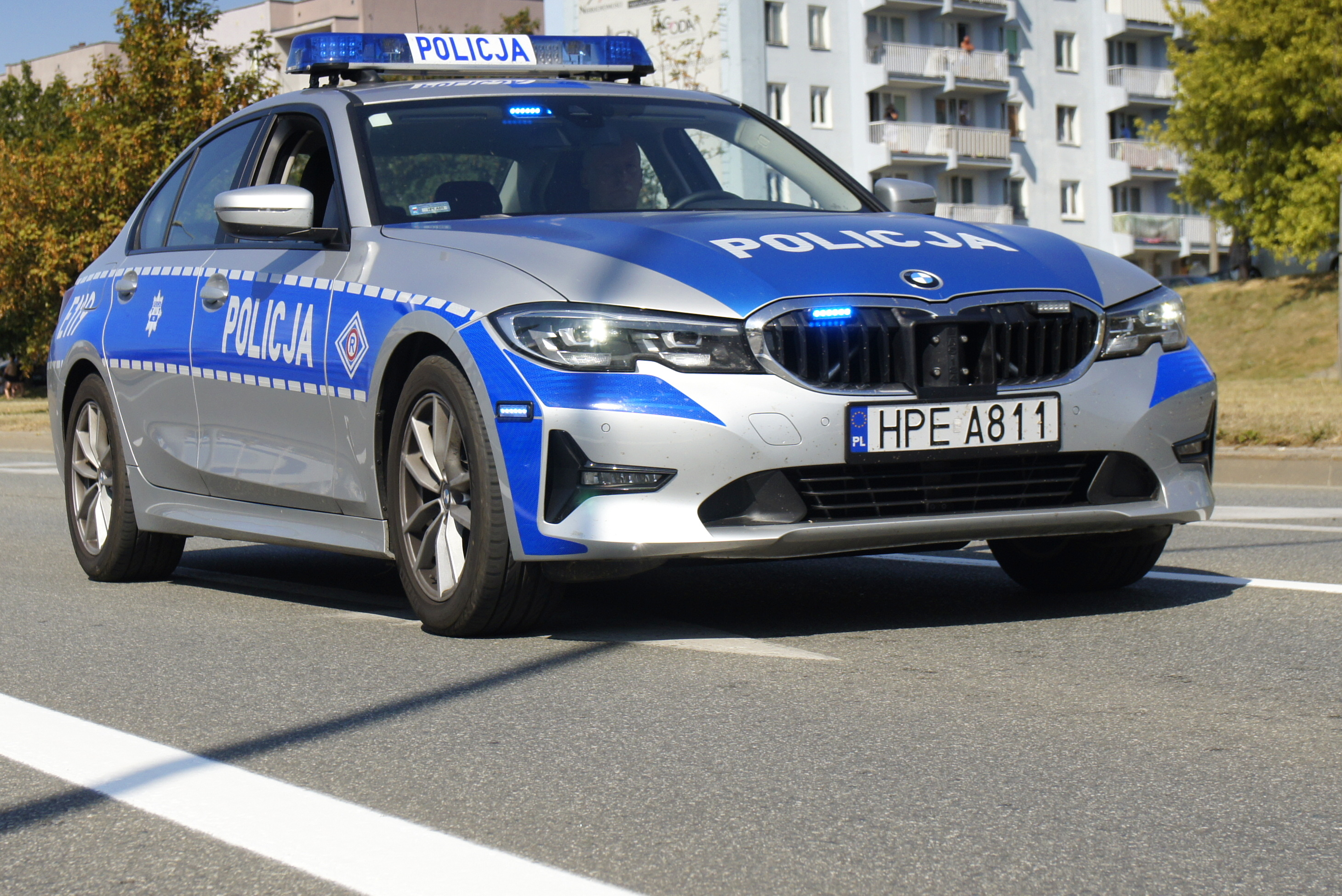
Policyjny radiowóz BMW serii 3
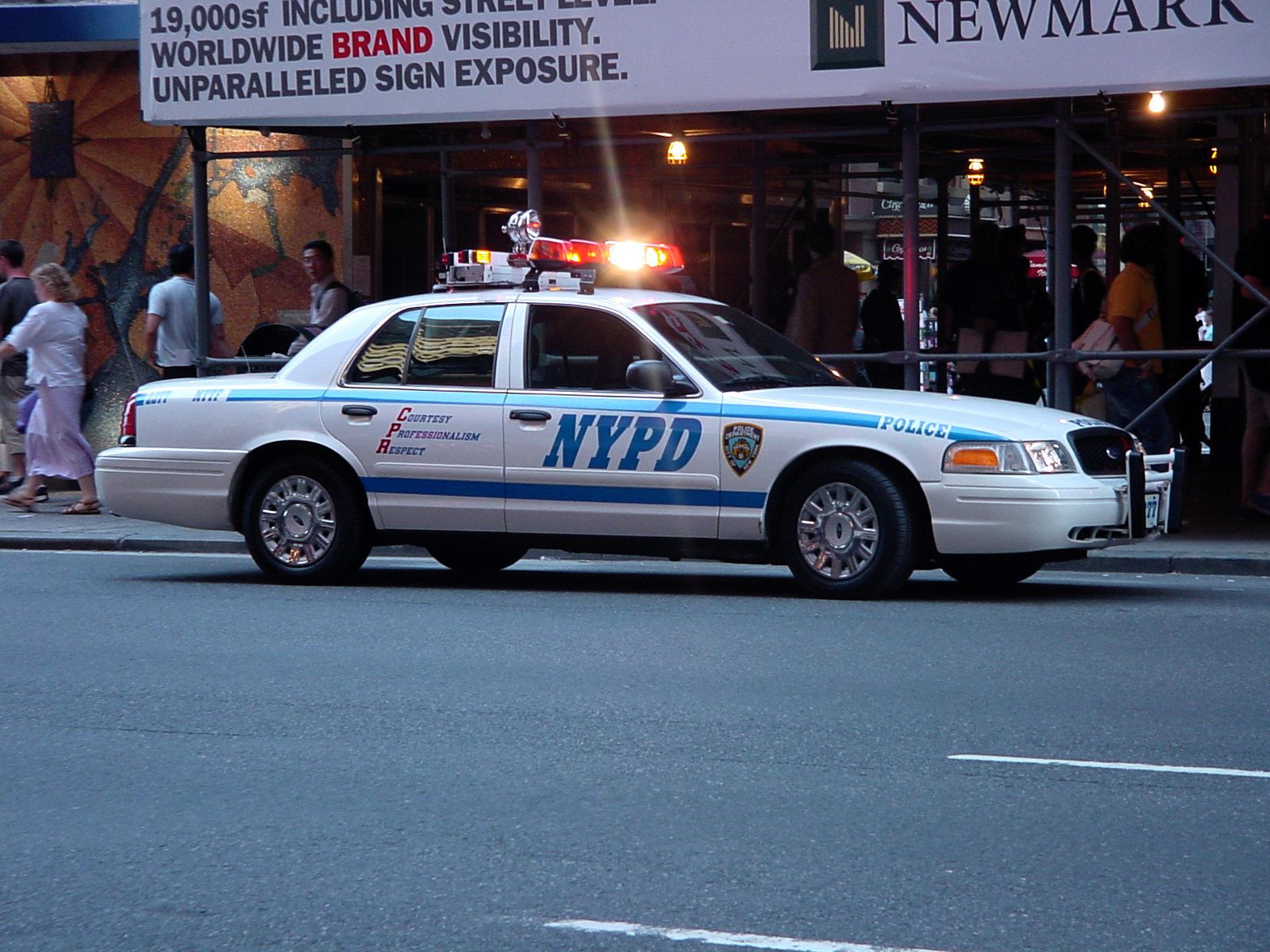
Ford Crown Victoria w barwach nowojorskiej policji
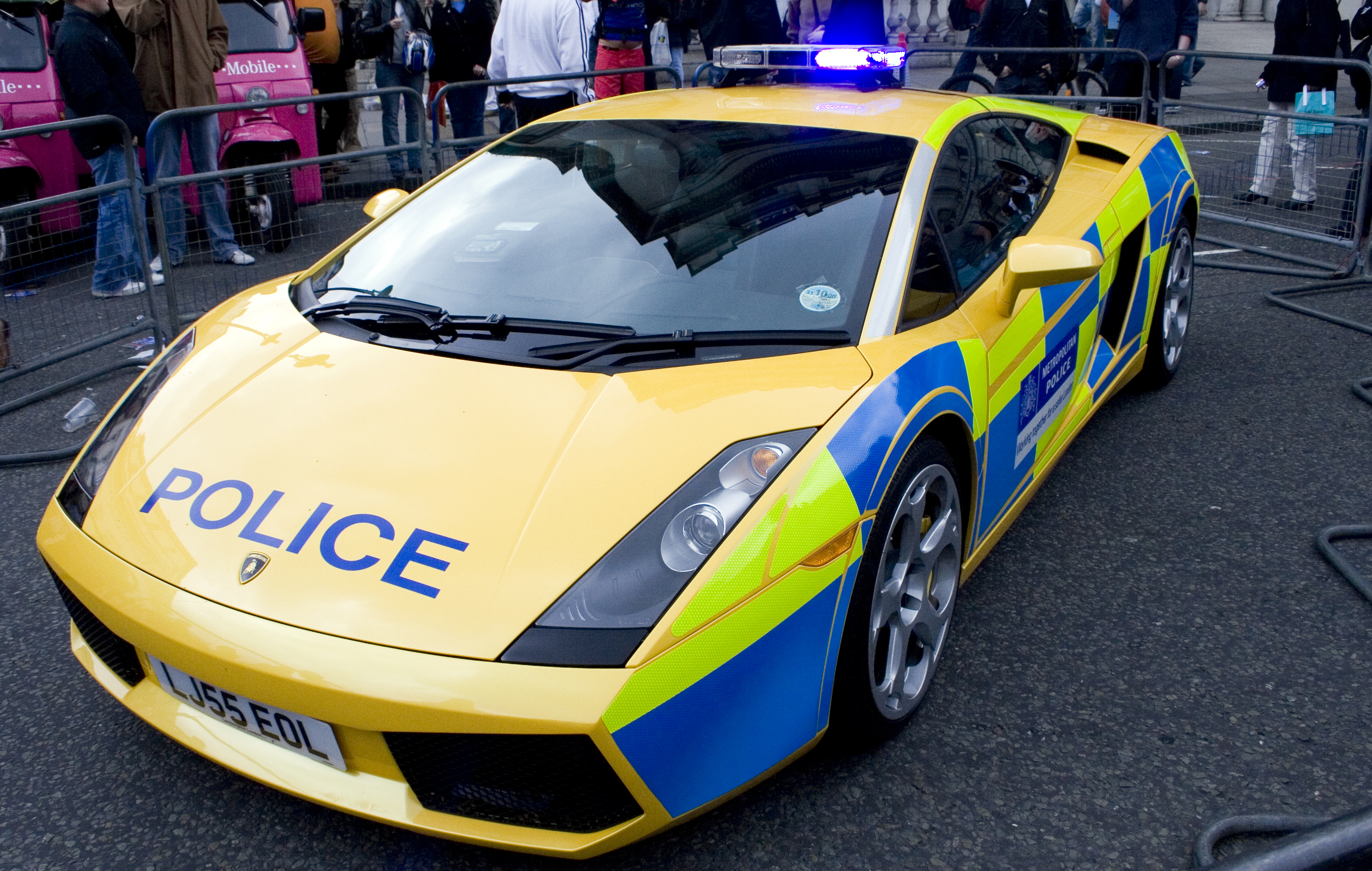
Lamborghini Gallardo należące do policji w Wielkiej Brytanii

## Radiowóz nieoznakowany
Policjanci używają także radiowozów nieoznakowanych. W takich radiowozach lampy sygnalizacyjno-ostrzegawcze tymczasowo umieszczane są na dachach za pomocą magnesów znajdujących się w podstawach lamp. Nieoznakowanymi radiowozami z wideorejestratorami posługują się policjanci z wydziału ruchu drogowego, z wydziału kryminalnego i z wydziału dochodzeniowego.